# Простые движения
«Просты́е движе́ния» — сингл группы «Тату» 2002 года, вошедший позднее в сборник t.A.T.u. Remixes. На песню был снят видеоклип, где одна из участниц группы, Юля Волкова, занимается мастурбацией в ванной. Видеоряд перемежается кадрами из чёрно-белых документальных советских фильмов. Клип снимался в апреле 2002 года в Москве, режиссёром выступил продюсер группы Иван Шаповалов, который появляется в клипе на несколько секунд. 27 мая группа представила песню в Донецке в своей концертной программе. Клип стал победителем в номинации «Лучшее видео» телевизионной премии Муз-ТВ в июне 2003 года.
Презентация клипа состоялась 30 мая 2002 года в московском клубе «Марика», где присутствовали родители девушек, группа депутатов Государственной думы России и журналисты. Член комитета по безопасности Госдумы Виктор Черепков предложил показать клип на заседании парламента. По словам депутата от СПС Андрея Вульфа, сначала ему показалось, что Волкова спит, а не мастурбирует. Заместитель руководителя фракции СПС Борис Надеждин выразил надежду, что в дальнейшем участницы, «двигаясь от однополой любви к мастурбации, найдут себе по „хорошему мужику“».
Заместитель председателя комитета по культуре и туризму, член фракции КПРФ Елена Драпеко не смогла присутствовать на презентации, однако отправила послание участницам, где поздравила их с «платиновым диском» Международной ассоциации производителей фонограмм и пожелала «больше картинок светлой счастливой любви» в новых клипах. В финале выступил депутат от ЛДПР Алексей Митрофанов, который пообещал отозвать предложенный им законопроект, предусматривающий уголовное наказание за лесбиянство.
Виктор Черепков, комментируя посещение презентации, заявил, что в клипе «на тему отторжения молодёжи от общества» режиссёр Шаповалов «смог показать состояние души молодых». Черепков также отметил, что «Тату» являются его любимой группой, и он «отлично повеселился вместе с молодёжью».
Продюсер группы Иван Шаповалов в одном из интервью на вопрос «Сейчас семнадцатилетние „Тату“ мастурбируют на экране. Что дальше? Есть ли предел?» дал следующий комментарий: «Грань, конечно, есть, она внутри меня. Раньше возмущений было много, но общество проглотило эту пилюлю. Проглотит и следующую». В интервью лондонской Times Волкова заявила: «Моя мама видела клип, и я сказала ей про мастурбацию в нём. Но она только посмеялась и сказала, что ей очень понравилось».
Депутаты Московской городской думы требовали провести экспертизу «наиболее вызывающих эпизодов» в клипе, где Волкова «совершает либо имитирует сексуальные действия».
В августе 2002 года песня вошла в рейтинг журнала «Коммерсантъ-Weekend», музыкальный обозреватель которого отмечал, что «Иван Шаповалов организовал для своих подопечных девочек очередной отвязный и провокативный боевик».

## Ремиксы
- Простые движения (Radio Mix)
- Простые движения (Drum & Bass Mix)
- Простые движения (MetaClub Mix By Equinox)
- Простые движения (Fly Dream Remix)
- Простые движения (DJ A.S. & Fireball Mix)
- Простые движения (DJ PanDel Trance Remix)
- Простые движения (Brandy Kills remix)